# Chouzy-sur-Cisse
Chouzy-sur-Cisse är en kommun i departementet Loir-et-Cher i regionen Centre-Val de Loire i de centrala delarna av Frankrike. Kommunen ligger i kantonen Herbault som tillhör arrondissementet Blois. År 2018 hade Chouzy-sur-Cisse 1 998 invånare.

## Befolkningsutveckling
Antalet invånare i kommunen Chouzy-sur-Cisse
| Referens: INSEE |